# Prionotus carolinus
Prionotus carolinus is een straalvinnige vissensoort uit de familie van de ponen (Triglidae). De wetenschappelijke naam is gepubliceerd in 1771 door Linnaeus.